# 胡麻花
胡麻花（学名：Heloniopsis umbellata）为百合科胡麻花属下的一个种。